# Pottiga
Pottiga é uma localidade e antigo município da Alemanha localizado no distrito de Saale-Orla, estado de Turíngia.
Pertencia ao Verwaltungsgemeinschaft de Saale-Rennsteig. Desde 1 de janeiro de 2019, forma parte do município de Rosenthal am Rennsteig.

## Demografia
Evolução da população (31 de dezembro):
| - 1926: 632 - 1939: 652 - 1994: 485 - 1995: 488 - 1996: 491 | - 1997: 490 - 1998: 470 - 1999: 489 - 2000: 477 - 2001: 479 | - 2002: 479 - 2003: 485 - 2004: 485 |

 Fonte a partir de 1994: Thüringer Landesamt für Statistik